# نورما لي كلارك
نورما لي كلارك (بالإنجليزية: Norma Lee Clark)‏ هي مؤلفة وممثلة أمريكية، ولدت في 1927، وتوفيت في 8 نوفمبر 2002.